# Krizový experiment
Krizový experiment (anglicky breaching experiment) je výzkumná metoda používána v sociologii a sociální psychologii ke studiu sociálních norem a jejich vnucování. Je klíčovou součástí sociologického směru entometodologie, zaměřeného na pochopení každodenních metod, kterými lidé vytváří a udržují sociální řád.

## Metodologie
Krizový experiment spočívá v tom, že badatel záměrně poruší sociální normu kontrolovaným, etickým chováním. Situace musí být dostatečně obvyklá, aby bylo zřetelné jaká sociální norma je narušována. Cílem nebylo ponížení, či způsobit újmu, ale spíše upozornit na nepsaná pravidla společenského života.  (Např. smlouváním o ceně v supermarketu, kde jsou ceny pevně stanoveny, nebo psaním znaků při piškvorkách na čáry, místo volných políček.) Po provedení badatel pozoruje reakce zúčastněných osob, včetně pokusů, či nepokusů obnovit sociální řád, a zkoumá sociální struktury co tuto reakci umožnily. Krizový experiment by měl být ideálně jednoduchý a snadno znovu proveditelný.

## Harold Garfinkel a krizový experiment
Zakládajícím prvkem entometodologie byla kniha Harolda Garfinkela „Studies in Ethnometodology“ vydaná v roce 1967. V ní mimo jiné Garfinkel představuje koncept takzvaného „zviditelnění všedních scén“ (making commonplace scenes visible). Snažil se upozornit na fakt že mnoho interakcí a sociálních norem, které lidé považují za samozřejmé, jsou ve skutečnosti výsledkem aktivní spolupráce mezi jednotlivci. A přesto nejsou vždy lidé schopni přesně tato pravidla určit. Garfinkel věřil že každodenní sociální realita se neustále obnovuje na základě implicitních pravidel a sociálních očekávání. Když jsou tyto „všední scény“ narušeny krizovým experimentem, sociální řád se stává viditelným, neboť lidé reagují zmatením, opravnými kroky a dalšími projevy diskomfortu.
Pojem „krizový experiment“ pochází z výzkumu Garfinkela, který však tvrdí, že by tato metoda měla být označována spíše jako demonstrace než experiment. Neboť cílem je demonstrovat a přilákat pozornost k sociálním normám každodenního chování, kterých bychom si jinak nevšimli.

## „O udržování společenských norem: terénní experiment v metru“
V 70. letech 20. století provedl Stanley Milgram krizový experiment v Newyorském metru. Výzkumníci se zeptali tělesně zdatných, ale sedících cestujících aby se vzdali svého místa. Pak pozorovali kolik zúčastněných se svého místa vzdá, či nevzdá a jaké reakce u nich tato žádost vyvolá. Badatelé se svůj výzkum rozdělili na tři části:
1. Výzkumník se subjektu zeptal zda se vzdá svého místa, bez uvedení důvodu.
2. Výzkumník se subjektu zeptal zda se vzdá svého místa, neboť si výzkumník nemůže číst knihu ve stoje. Tento postup byl zvolen, aby se vyloučil předpoklad že badatel požaduje místo z vážného důvodu.
3. Předtím než bylo vyžádáno místo, přišli dva badatele z různých dveří vagónu, jeden se zeptal: „Promiňte. Myslíte si, že by bylo v pořádku, kdybych někoho požádal o místo?“ a druhý odpověděl: „nevím“. Tento postup byl zvolen, aby subjekt nebyl žádostí zaskočený a měl čas na to přemýšlet o své odpovědi.

### Výsledky
| Stav                                                   | Žádné odůvodnění | Triviální odůvodnění | Přeslechnuto |
| Subjekty, které se vzdaly svých míst                   | 56 %             | 37,2 %               | 26,8 %       |
| Subjekty, se posunuli, aby uvolnily místo pro badatele | 12,3 %           | 4,7 %                | 9,8 %        |
| Subjekty, které se nevzdaly svých míst                 | 31,7 %           | 58,1 %               | 63,4 %       |

Důležitý aspekt sociálních norem je zřejmý i z emočních reakcí badatelů na provádění experimentu. Mnoho z nich nahlásilo, že během provádění experimentu se cítili napjatí a ztrapnění. Báli se že jsou středem pozornosti a nebyli schopni se buď subjektu dívat do očí, měli potřebu obhájit svůj požadavek, či vůbec experiment provést.

## Piliavinova studie Samaritána v metru
Piliavinova studie Samaritána v metru (provedena roku 1969) byl krizový experiment, který měl za cíl zkoumat, jak lidé budou reagovat na kolaps dalšího člověka ve vlaku.
Během nepřerušované sedm a půl minutové cesty vlakem v New Yorském metru byla použita skupinka 4 studentů (muž v roli „oběti“, muž v roli „modelu“ a dvě ženy jako pozorovatelky) jako figuranti, kteří simulovali situaci kolapsu osoby, aby se zjistilo, jak bude zbytek cestujících reagovat.
Figuranti byli muži ve věku 26–35 let; tři bílí, jeden černoch; všichni oblečeni identicky do bundy ve stylu americké armády, starých kalhot a bez kravaty. Hráli opilého a nemocného. „Opilý“ zapáchal alkoholem a vezl s sebou lahve s alkoholem, zatímco nemocný vystupoval střízlivě a měl s sebou hůl. Experiment s opilým byl uskutečněn 38 krát a s nemocným 65 krát.

### Zjištění
Pozorující nebyli skoro nikdy potřeba, veřejnost z většiny případů pomohla sama. U oběti, která působila nemocně, bylo objeveno že má větší šanci na to dostat se pomoci. Poměr byl 62/62 proti 19/38) a pomoc byla nemocnému poskytnuta rychleji. Bylo také zjištěno, že muži pomáhají častěji než ženy (60 % cestujících byli muži, ale 90 % prvních pomocníků byli muži). Rasa ovlivnila reakci jen minimálně. Pokud pomoc nebyla dlouho poskytnuta a musel zasáhnout pozorující, lidé začali vagón opouštět bez poskytnutí pomoci. Spontánní komentáře byly častější u situací s opilou obětí. Na rozdíl od očekávání nezpůsobil větší počet lidí ve vagónu menší ochotu lidí pomoct.
Studie potvrdila, že ochota pomoci je ovlivněna prostředím a okolnostmi. Vyvrátila ale platnost efektu přihlížejícího a poukázala na to, že v reálném prostředí může být dynamika odlišná od experimentů v laboratoři. 